# مطبق (تجهيز)

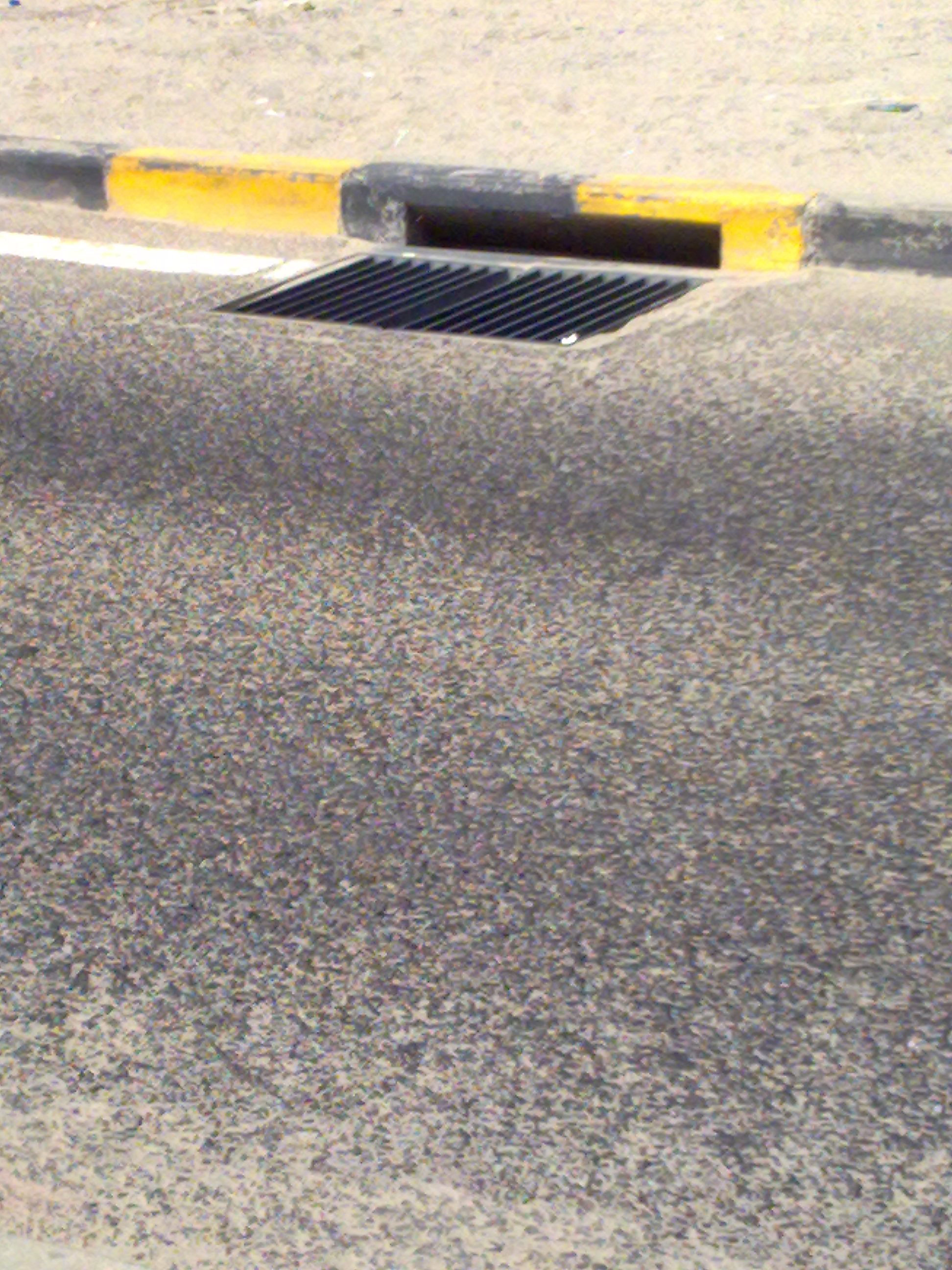
بلاعة صرف في الكويت

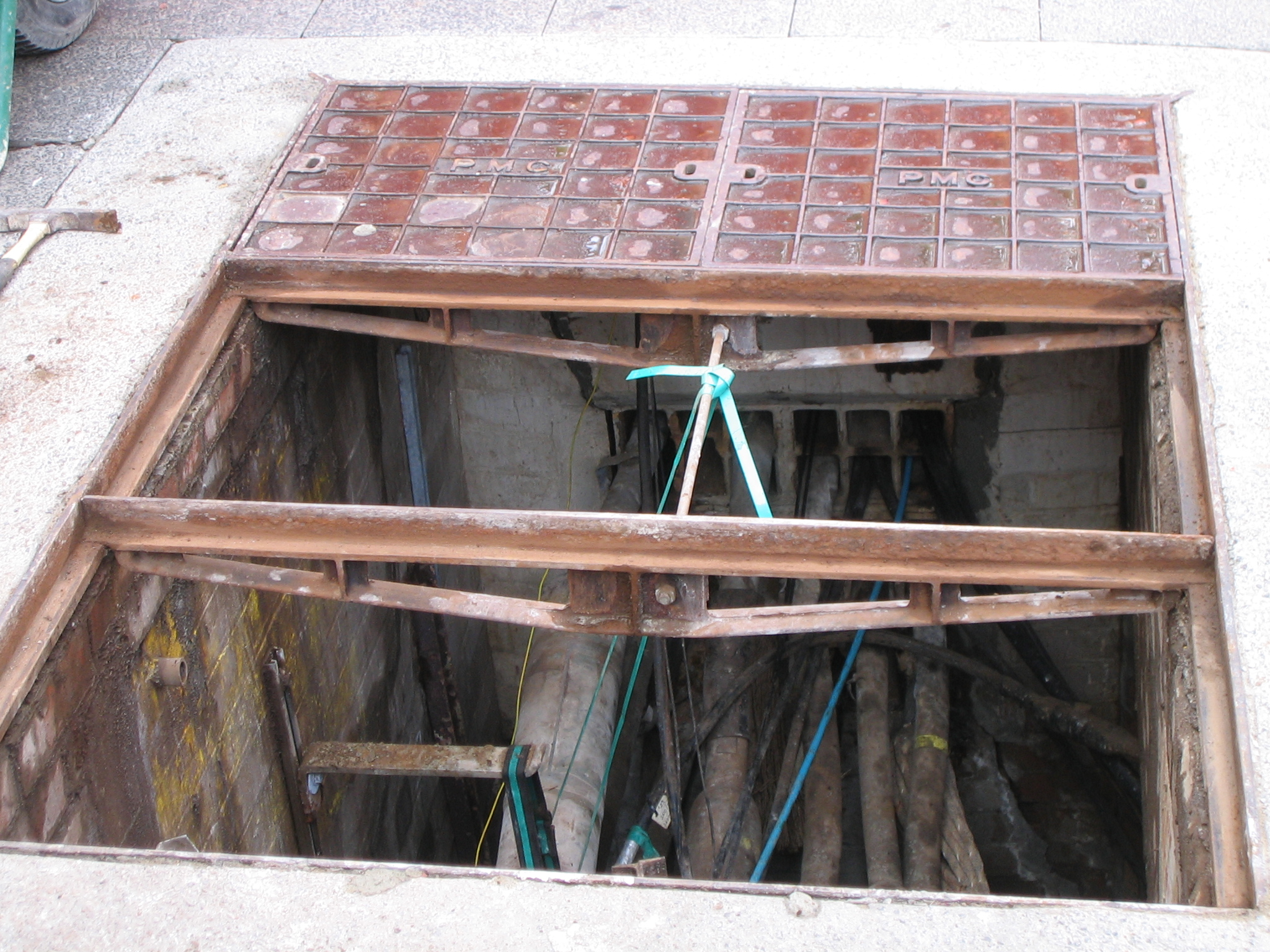
المطابق التابعة لادارة الاتصالات العامة الأسترالية في شارع المدينة، بيرث، أستراليا الغربية.

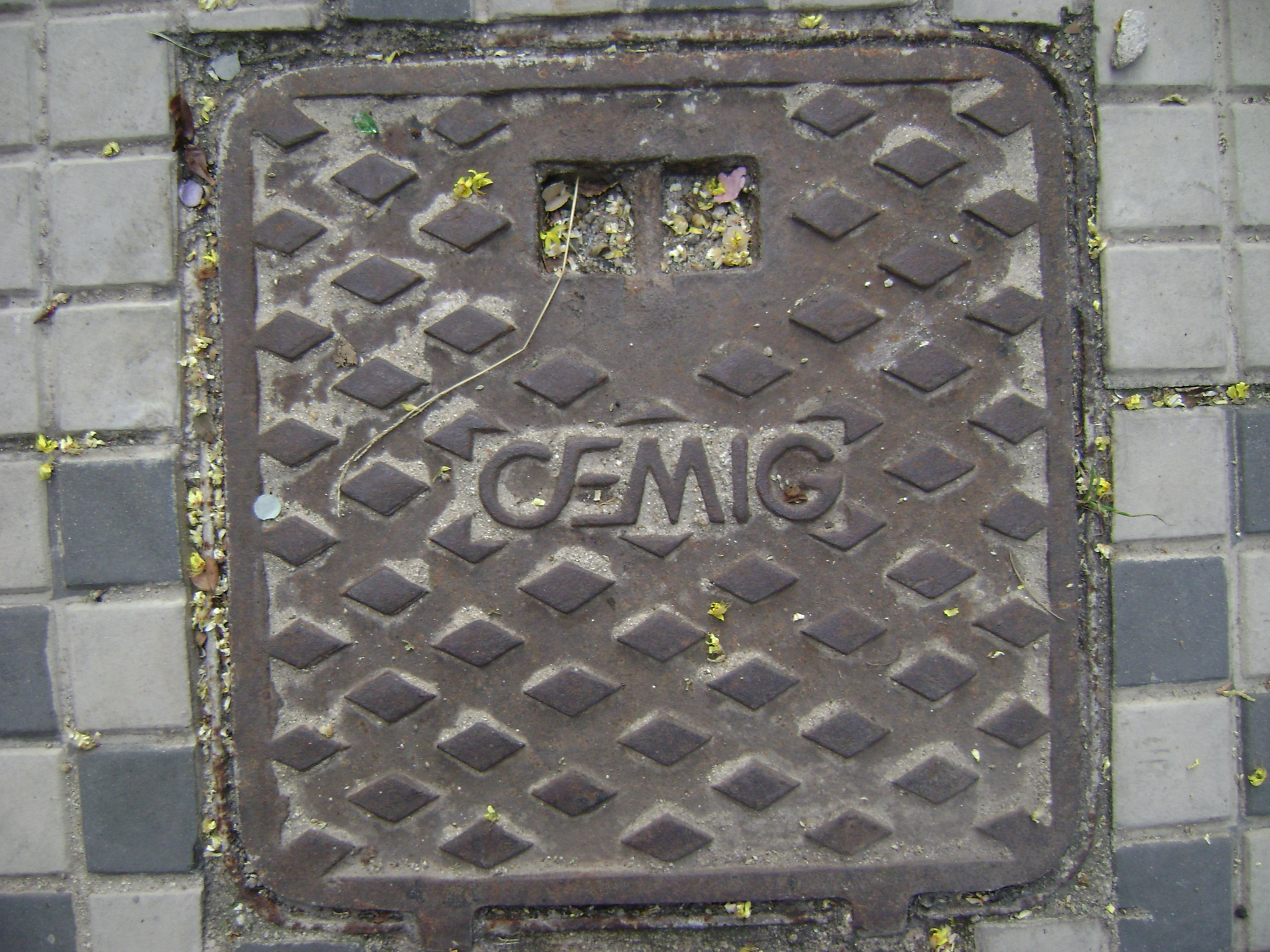
مطبق في بيلو هوريزونتي، البرازيل.

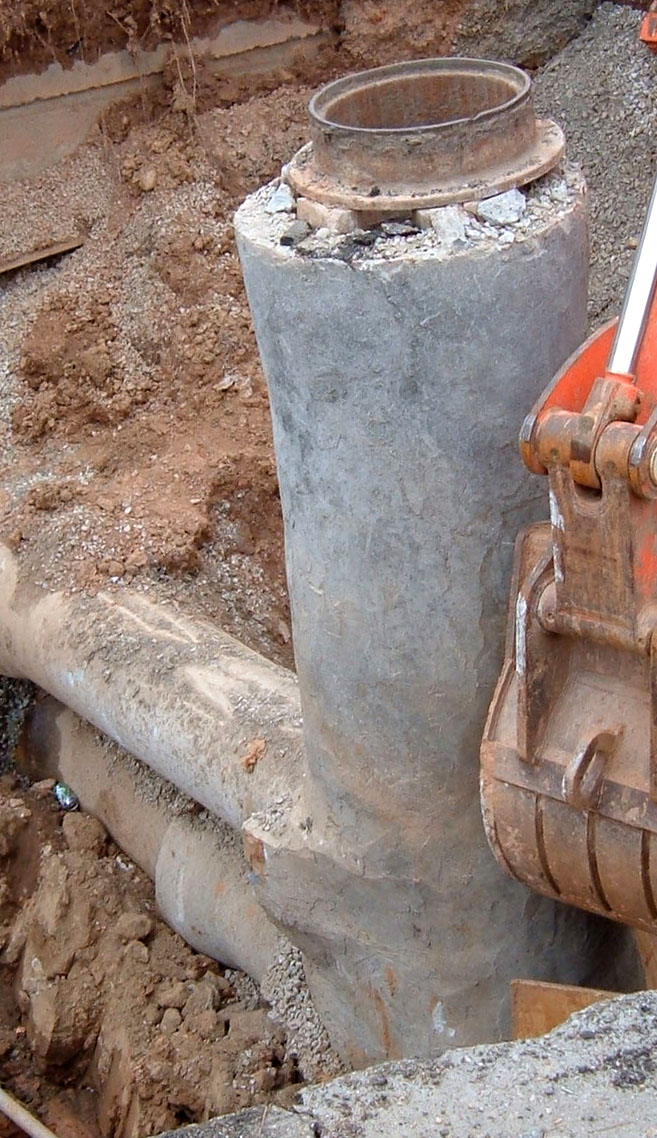
هذة صورة لمطبق مجاري مكشوف أثناء عمليات التركيب والردم. عادة، لا يظهر من المطبق بعد اكنمال عمليات الإنشاء سوى الحلقة العلوية وغطاء المطبق (وهما لا يظهران في تلك الصورة).

المَطبَق هو عبارة عن الفتحة العلوية لقبو المرافق (أو «البئر الخرساني») المدفون تحت الأرض الذي يستخدم كنقطة لنفاذ العمال و/أو معدات التفتيش والصيانة لشبكات المرافق المدفونة تحت الأرض (مثل شبكات الصرف الصحى وصرف مياه الأمطار). وعادة ما يتم بناء تلك المنشآت عند تقاطعات مواسير أو قنوات الشبكات الأرضية وعند مسافات قياسية محددة على طول خطوط تلك الشبكات؛ وذلك لإجراء أعمال أزالة الرواسب وأعمال الربط والصيانة للمرافق عامة، وغيرها من الخدمات المدفونة تحت الأرض بما في ذلك المجاري والهاتف والكهرباء ومصارف الأمطار والغاز.
و في العادة يكون «جزء العنق» أو «الجزء العلوى من المنشأ» المتصل بتلك الفتحات مصمم من الطوب أو الخرسانة العادية أو المسلحة. في أعمال وتطبيقات الهندسة المدنية، جرت العادة ان يطلق اسم المَطْبَق أو البلوعة على البئر أو القبو الخرسانى المدفون تحت الأرض ككل وليس الفتحة العلوية منه فقط.

## التسمية
للمطبق تسميات مختلفة بحسب البلد والترجمات للمصطلحات الأجنبية. من المصطلحات المستعملة: البالوعة، فتحة المرافق، وغرفة الكابلات، وفتحة الصيانة، وغرفة التفتيش، وغرفة النفاذ، البئر الضيق أو الكوة.
في بعض الدول العربية كالعراق يتم استخدام مصطلح «منهول» الإنكليزي أكثر من أي مصطلح أو تسمية أخرى.

## الاستعمال
تتم حماية فتحة المطبق أو البالوعة بواسطة غطاء للمطبق، وهو عبارة عن سدادة مسطحة مصممة لمنع حوادث السقوط أو الدخول الغير مصرح به للمطبق. تصنع تلك السدادات عادة من المعدن، ولكن قد يتم صنعها من الخرسانة مسبقة التصنيع، أو زجاج البلاستيك المفوي أو مواد مركبة أخرى (وخاصة في أوروبا، أو حيث يكون هناك قلق من تعرض أغطية المطابق للسرقة).
وعادة ما يتم تجهيز المطبق (غرفة التفتيش) بدرج مصنوع من المعدن، أو البولي بروبيلين، أو الألياف الزجاجية يثبت في الجانب الداخلي من جدار المطبق للسماح بالهبوط السلس إلى فضاء المرفق. بسبب ظهور تشريعات تقيد قبول أوزان معينه عند المناولة اليدوية، شهدت أوروبا خطوة نحو الاتجاه لاستخدام أغطية للمطابق أخف وزنا مصنوعة من المواد المركبة، والتي توجد لها أيضا فوائد أكبر من حيث مقاومة الانزلاق وخصائص العزل الكهربائي.
و عادة ما تكون فتحات الدخول دائرية الشكل لمنع السقوط العَرَضي للغطاء في الفتحة.
و يتم إنشاء المطابق عموما في المناطق الحضرية، في الشوارع وأحياناً تحت الأرصفة. أما في المناطق الريفية وغير المطورة، عادة ما تكون الخدمات مثل شبكات الهاتف والكهرباء محمولة على أعمدة الكهرباء أو حتى أبراج بدلاً من دفنها تحت الأرض.

## اماكن المطابق
تنشأ المطابق في أماكن معينة حسب الحاجة، ويمكن تمميز مواضع المطابق عند
- تغيّر قطر الانابيب المستخدمة في شبكة الصرف الصحي.
- تغيّر اتجاه الانابيب المستخدمة في شبكة الصرف الصحي.
- تغيّر ميل الانابيب المستخدمة في شبكة الصرف الصحي.
- اتصال خطوط التصريف ببعضها.
- تغيّر نوع الانابيب المستخدمة في شبكة الصرف الصحي.
- مسافات معينة حسب الحاجة يحدد القطر طول الفرعة الأقصى.

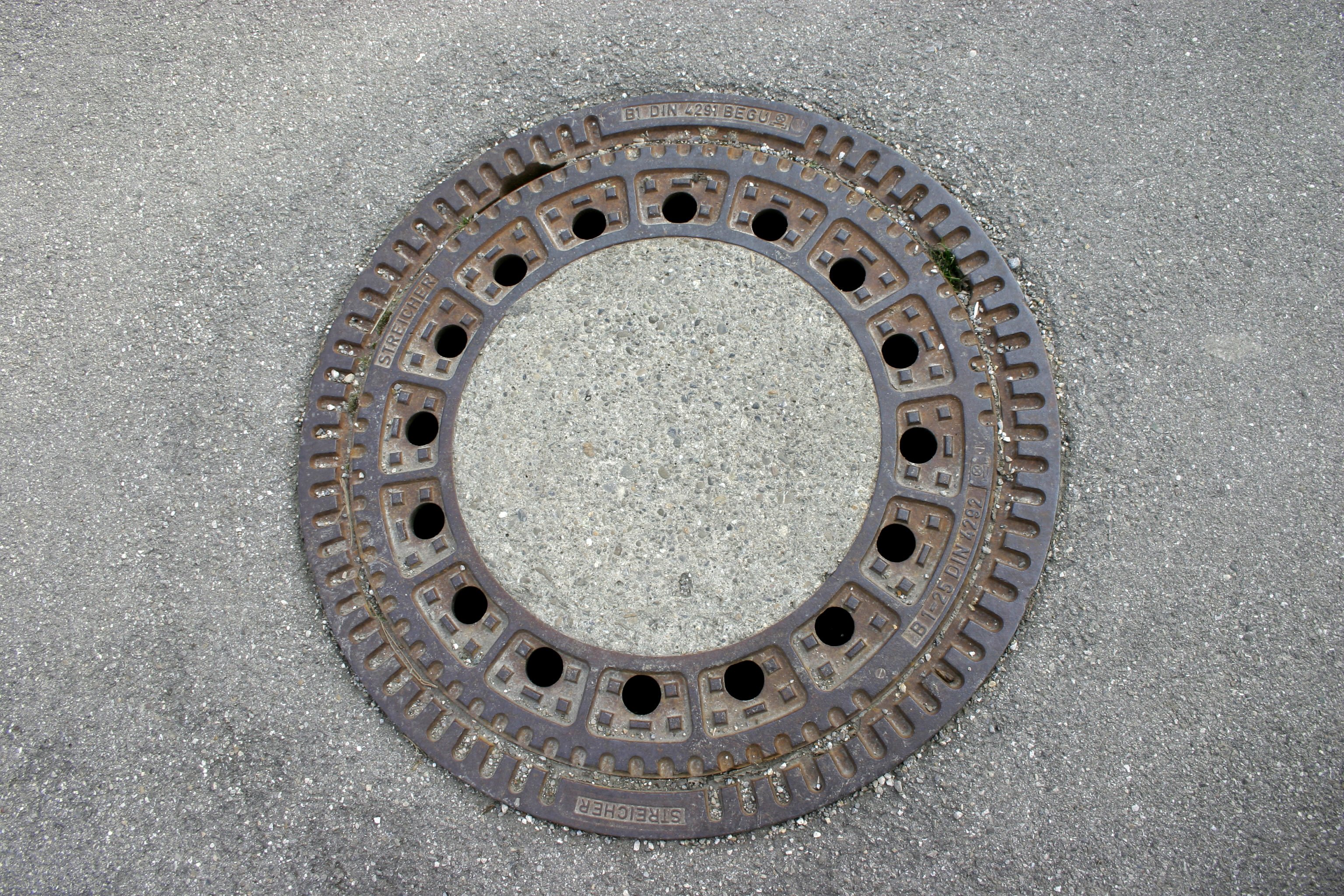
غطاء مطبق مصنوع من الخرسانة مسبقة التصنيع في ألمانيا

## اشكال المطابق
تأخذ المطابق عدة أشكال في أغلب مدن العالم وهي:
- مربع (1.2*1.2) متر.
- مستطيل (0.8 * 1.2)متر.
- دائرية الشكل بقطر متر واحد أو 1.2م أو 1.5م.
- شبه منحرف في حال تعدد إتجاهات المداخل.

## معرض صور

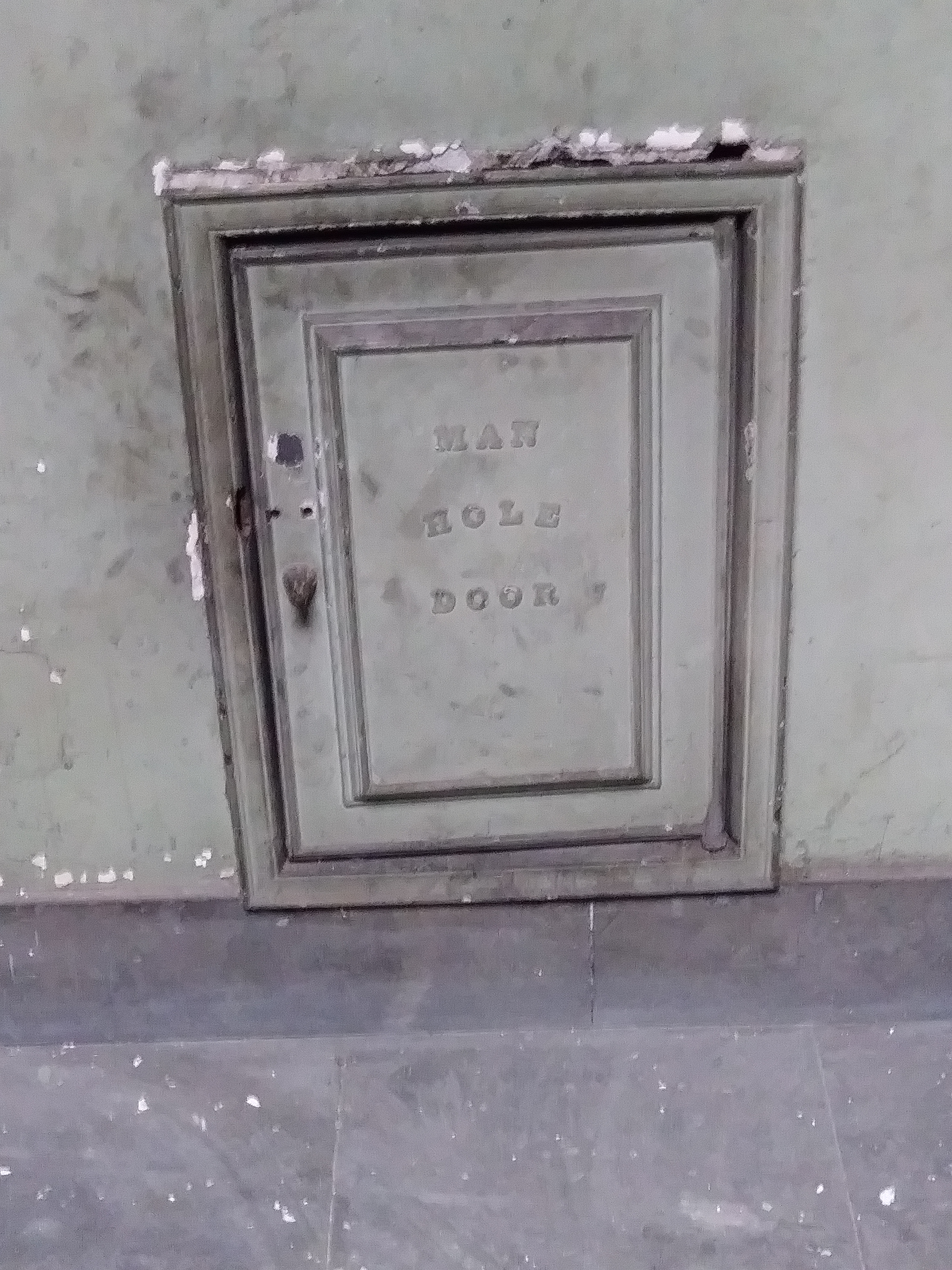
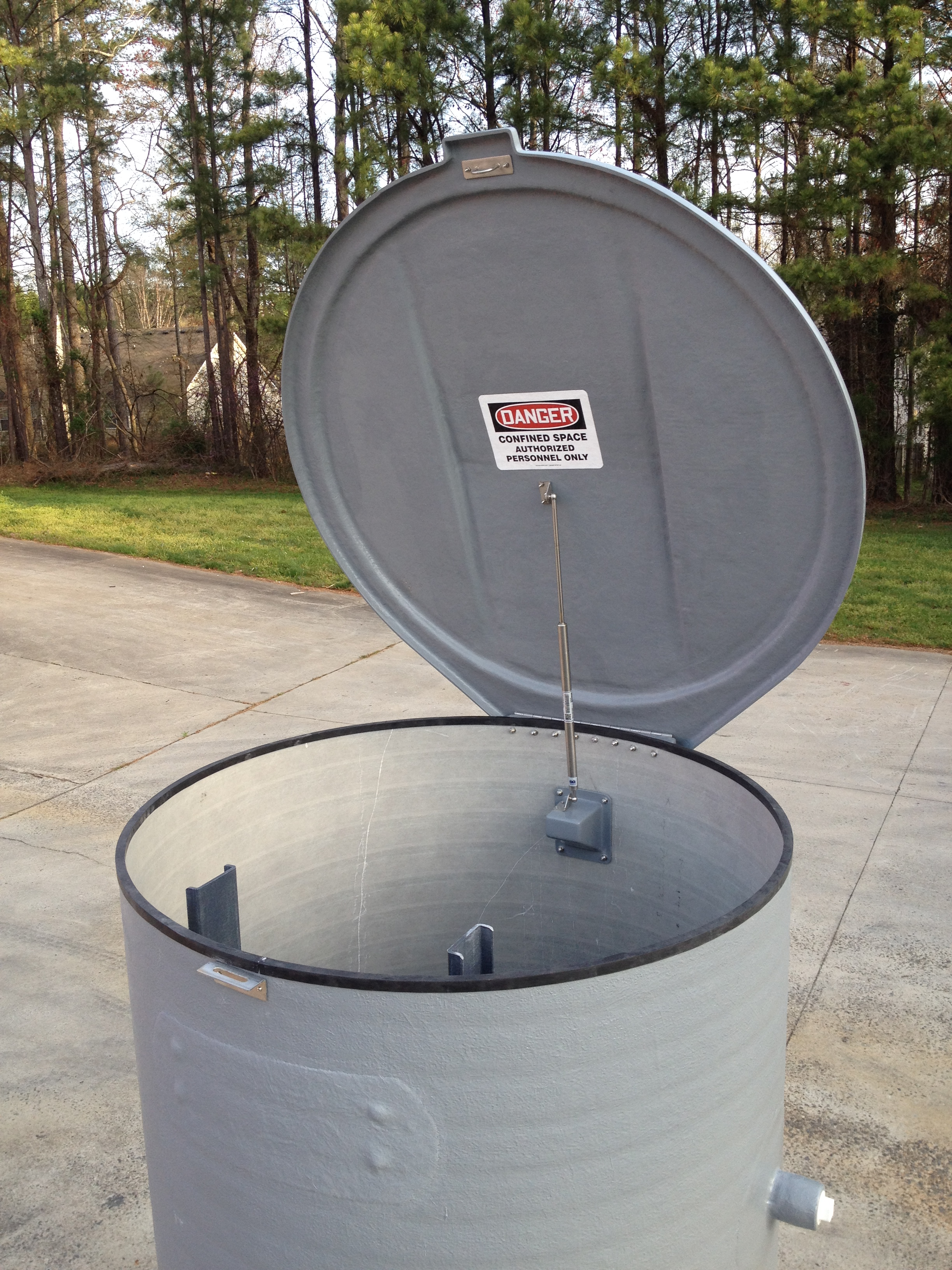
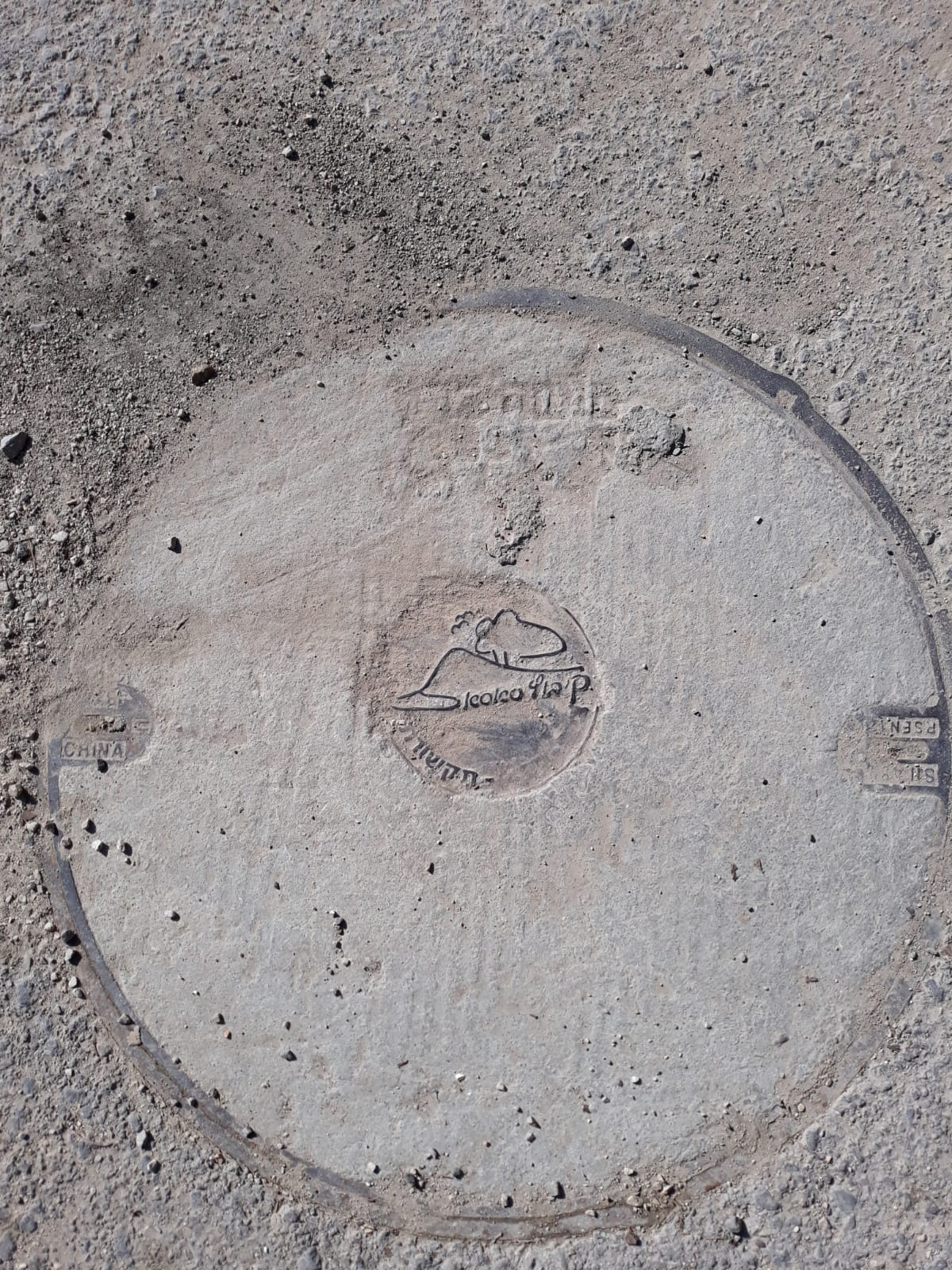
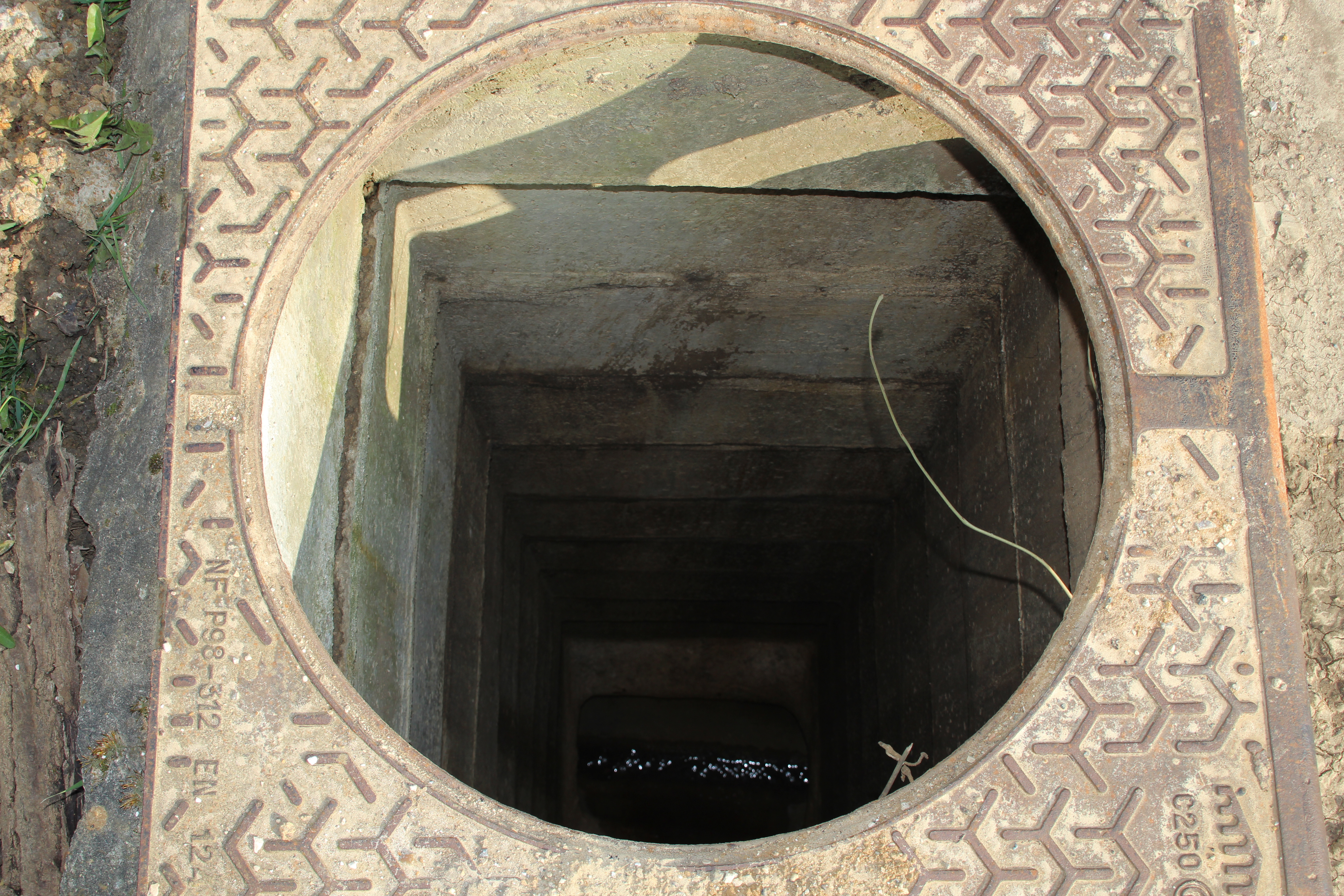